# Санаин (село)
Санаин (арм. Սանահին) — деревня на севере Армении (у каньона реки Дебед, один из главных просветительских центров Северной Армении в Средние века).
В настоящее время входит в состав города Алаверди, с которым его соединяет канатная дорога.
В Санаине родились братья Анастас и Артём Микояны.

## Монастырский комплекс Санаин
Неподалёку от села находится монастырский комплекс Санаин, основанный в X веке. В X—XI вв. численность священнослужителей достигала 300—500 человек. Как предполагается, это были армянские священники, изгнанные из Византии императором Романом I Лакапином.
На территории монастыря находится усыпальница князей Захаридов и Аргутинских-Долгоруких.